# 星空映画会
星空映画会（ほしぞらえいがかい）は屋外で行う映画会を指す。
天候の良い日に行うことから、星空映画会と呼ばれている。

## 日本の星空映画会
主に地方自治体、公共団体、ボランティア組織が中心となって行うことが多い。
映画会場としては音響、暗さなどを考慮し、大きめの運動場などが当てられるが、その殆どが周辺部への影響を考慮して郊外で行われることが多い。
作品の多くは日本映画で、劇場用アニメ映画が多いが、映画撮影が多い地方では撮影された映画を公開することもある。
これらの多くは無料で公開されている。
公開される劇場用アニメ映画の多くは若年層または幅広い年齢層をターゲットにした物が多い。

### 公開の多い作品
- 「長靴をはいた猫」シリーズ、「となりのトトロ」など宮崎駿、高畑勲監督の作品
- 「ポケットモンスター」シリーズ